# X Factor 2020 Mixtape
X Factor 2020 Mixtape è una compilation pubblicata il 30 ottobre 2020.
L'album accoglie gli inediti con i quali i concorrenti della quattordicesima edizione di X Factor Italia si sono esibiti nel corso della prima puntata dei Live. Il 13 novembre 2020 è uscita una riedizione contenente anche gli otto inediti eseguiti durante la terza serata. Il successivo 27 novembre viene pubblicata l'edizione Last Update con i cinque brani inediti della quinta puntata.

## Tracce
1. Blind – Cuore nero – 2:47 (testo: Franco Popi Rujan – musica: Daniele Mungai e Daniele Dezi)
2. Mydrama – Cornici bianche – 2:58 (testo: Alessandra Martinelli e Sara Mattei – musica: Nicolò Pucciarmati)
3. Melancholia – Léon – 2:56 (testo: Benedetta Alessi – musica: Diego Radicati)
4. Vergo – Bomba – 2:37 (testo: Giuseppe Piscitello – musica: Pierpaolo Moschino)
5. cmqmartina – Serpente – 2:32 (testo: Martina Sironi e Jacopo Ettorre – musica: Luca Galeandro)
6. Blue Phelix – South Dakota – 3:35 (testo: Francesco Franco – musica: Dario Faini)
7. Manitoba – La domenica – 2:51 (testo: Filippo Santini e Giorgia Rossi Monti – musica: Manuel Agnelli)
8. Eda Marí – Male – 2:28 (testo: Edda Maria Sessa – musica: Daniele Sanfilippo e Taketo Gohara)
9. Casadilego – Vittoria – 2:57 (testo: Sara Mattei – musica: Luca Galeandro e Ignazio Pisano)
10. N.A.I.P. – Attenti al loop – 2:54 (testo: Michelangelo Mercuri – musica: Taketo Gohara e Michelangelo Mercuri)
11. Santi – Bonsai – 3:03 (testo: Filippo Santi e Valerio Smordoni – musica: Daniele Mungai e Daniele Dezi)
12. Little Pieces of Marmelade – One Cup of Happiness – 2:52 (testo: Francesco Antinori – musica: Manuel Agnelli)

### Riedizione (13 novembre 2020)
1. Mydrama – Vieni con me – 2:37 (testo: Alessandra Martinelli e Davide Mattei – musica: Davide Mattei)
2. Blind – Cicatrici – 2:47 (testo: Franco Popi Rujan – musica: Massimiliano Dagani)
3. Little Pieces of Marmelade – L.P.O.M. – 2:10 (testo: Daniele Ciuffreda e Francesco Antinori – musica: Manuel Agnelli)
4. Casadilego – Lontanissimo – 2:53 (testo: Elisa Coclite e Viviana Colombo – musica: Luca Galeandro)
5. Blue Phelix – Mi ami – 2:58 (testo: Francesco Franco e Valerio Smordoni – musica: Daniele Mungai e Daniele Dezi)
6. cmqmartina – Sparami – 2:52 (testo: Martina Sironi – musica: Luca Galeandro)
7. Santi – Morrison – 2:35 (testo: Viviana Colombo e Valerio Smordoni – musica: Daniele Mungai e Daniele Dezi)
8. N.A.I.P. – Oh oh oh – 1:58 (Michelangelo Mercuri)
9. Blind – Cuore nero – 2:47 (testo: Franco Popi Rujan – musica: Daniele Mungai e Daniele Dezi)
10. Mydrama – Cornici bianche – 2:58 (testo: Alessandra Martinelli e Sara Mattei – musica: Nicolò Pucciarmati)
11. Melancholia – Léon – 2:56 (testo: Benedetta Alessi – musica: Diego Radicati)
12. Vergo – Bomba – 2:37 (testo: Giuseppe Piscitello – musica: Pierpaolo Moschino)
13. cmqmartina – Serpente – 2:32 (testo: Martina Sironi e Jacopo Ettorre – musica: Luca Galeandro)
14. Blue Phelix – South Dakota – 3:35 (testo: Francesco Franco – musica: Dario Faini)
15. Manitoba – La domenica – 2:51 (testo: Filippo Santini e Giorgia Rossi Monti – musica: Manuel Agnelli)
16. Eda Marí – Male – 2:28 (testo: Edda Maria Sessa – musica: Daniele Sanfilippo e Taketo Gohara)
17. Casadilego – Vittoria – 2:57 (testo: Sara Mattei – musica: Luca Galeandro e Ignazio Pisano)
18. N.A.I.P. – Attenti al loop – 2:54 (testo: Michelangelo Mercuri – musica: Taketo Gohara e Michelangelo Mercuri)
19. Santi – Bonsai – 3:03 (testo: Filippo Santi e Valerio Smordoni – musica: Daniele Mungai e Daniele Dezi)
20. Little Pieces of Marmelade – One Cup of Happiness – 2:52 (testo: Francesco Antinori – musica: Manuel Agnelli)

### RiedizioneLast Update(27 novembre 2020)
1. Melancholia – Alone – 3:18 (testo: Benedetta Alessi – musica: Diego Radicati)
2. Little Pieces of Marmelade – Digital Cramps – 1:45 (testo: Daniele Ciuffreda e Francesco Antinori – musica: Manuel Agnelli)
3. N.A.I.P. – Partecipo – 2:17 (Michelangelo Mercuri)
4. cmqmartina – Lasciami andare! RMX – 2:30 (testo: Martina Sironi – musica: Matteo Brioschi (originale), Nicolò Pucciarmati (remix))
5. Blind – Affari tuoi – 2:25 (testo: Franco Popi Rujan – musica: Daniele Mungai e Daniele Duzi)
6. Mydrama – Vieni con me – 2:37 (testo: Alessandra Martinelli e Davide Mattei – musica: Davide Mattei)
7. Blind – Cicatrici – 2:47 (testo: Franco Popi Rujan – musica: Massimiliano Dagani)
8. Little Pieces of Marmelade – L.P.O.M. – 2:10 (testo: Daniele Ciuffreda e Francesco Antinori – musica: Manuel Agnelli)
9. Casadilego – Lontanissimo – 2:53 (testo: Elisa Coclite e Viviana Colombo – musica: Luca Galeandro)
10. Blue Phelix – Mi ami – 2:58 (testo: Francesco Franco e Valerio Smordoni – musica: Daniele Mungai e Daniele Dezi)
11. cmqmartina – Sparami – 2:52 (testo: Martina Sironi – musica: Luca Galeandro)
12. Santi – Morrison – 2:35 (testo: Viviana Colombo e Valerio Smordoni – musica: Daniele Mungai e Daniele Dezi)
13. N.A.I.P. – Oh oh oh – 1:58 (Michelangelo Mercuri)
14. Blind – Cuore nero – 2:47 (testo: Franco Popi Rujan – musica: Daniele Mungai e Daniele Dezi)
15. Mydrama – Cornici bianche – 2:58 (testo: Alessandra Martinelli e Sara Mattei – musica: Nicolò Pucciarmati)
16. Melancholia – Léon – 2:56 (testo: Benedetta Alessi – musica: Diego Radicati)
17. Vergo – Bomba – 2:37 (testo: Giuseppe Piscitello – musica: Pierpaolo Moschino)
18. cmqmartina – Serpente – 2:32 (testo: Martina Sironi e Jacopo Ettorre – musica: Luca Galeandro)
19. Blue Phelix – South Dakota – 3:35 (testo: Francesco Franco – musica: Dario Faini)
20. Manitoba – La domenica – 2:51 (testo: Filippo Santini e Giorgia Rossi Monti – musica: Manuel Agnelli)
21. Eda Marí – Male – 2:28 (testo: Edda Maria Sessa – musica: Daniele Sanfilippo e Taketo Gohara)
22. Casadilego – Vittoria – 2:57 (testo: Sara Mattei – musica: Luca Galeandro e Ignazio Pisano)
23. N.A.I.P. – Attenti al loop – 2:54 (testo: Michelangelo Mercuri – musica: Taketo Gohara e Michelangelo Mercuri)
24. Santi – Bonsai – 3:03 (testo: Filippo Santi e Valerio Smordoni – musica: Daniele Mungai e Daniele Dezi)
25. Little Pieces of Marmelade – One Cup of Happiness – 2:52 (testo: Francesco Antinori – musica: Manuel Agnelli)

## Classifiche
| Classifica (2020) | Posizione massima |
| ----------------- | ----------------- |
| Italia            | 5                 |